# Resolution 667 des UN-Sicherheitsrates
Die Resolution 667 des UN-Sicherheitsrates ist eine Resolution, die der Sicherheitsrat der Vereinten Nationen am 16. September 1990 einstimmig beschloss. Unter Hinweis auf die Resolutionen 660 (1990), 661 (1990), 664 (1990), 665 (1990) und 666 (1990) brachte der Rat seine Empörung zum Ausdruck und verurteilte die „aggressiven Handlungen“ des Irak gegen diplomatische Missionen und Mitarbeiter im besetzten Kuwait, einschließlich der Entführung einiger, unter Verletzung des Wiener Übereinkommens über diplomatische Beziehungen und konsularische Beziehungen.
Irakische Soldaten traten in die diplomatischen Missionen einiger europäischer und arabischer Nationen ein, entführten mehrere Mitarbeiter und vertrieben andere. Der Rat forderte gemäß Kapitel VII der Charta der Vereinten Nationen die sofortige Freilassung von Ausländern sowie aller in der Resolution 664 genannten Staatsangehörigen und erinnerte sie an ihre internationalen Verpflichtungen gemäß den Wiener Übereinkommen. Er ersuchte den Irak ferner, die Sicherheit und das Wohlergehen des diplomatischen und konsularischen Personals und der Räumlichkeiten in Kuwait zu schützen und keine Maßnahmen zu ergreifen, die ihre diplomatischen Funktionen behindern würden, einschließlich des Zugangs ihrer Staatsangehörigen zu den Räumlichkeiten.
Schließlich forderte die Resolution alle Mitgliedstaaten auf, alle Resolutionen gegen den Irak strikt einzuhalten und weitere Maßnahmen gegen das Land zu ergreifen, weil es den Resolutionen des Sicherheitsrates und dem Völkerrecht widerspricht.
Die Verabschiedung der Resolution 667 hat die Weltöffentlichkeit dazu veranlasst, militärische Gewalt zu unterstützen, um den Aktionen von Saddam Hussein zu begegnen. Der stellvertretende Vertreter des Irak bei den Vereinten Nationen, Sabah Talat Kadrat, verurteilte die Resolution und erklärte, dass der Rat rasch gegen sein Land vorgegangen sei, aber in Bezug auf den israelisch-palästinensischen Konflikt nichts unternommen habe.